# Berimbau gunga
Berimbau gunga ou berra-boi é um tipo de berimbau.
O gunga é o berimbau que, tendo uma cabaça maior, emite um som mais grave. Na tradição da capoeira do sul da Bahia, é o instrumento que comanda  a roda, normalmente sendo tocado por um capoeirista mais antigo ou um mestre. Os capoeiristas devem esperar o seu toque para começar o jogo. Além disso, o berimbau gunga determina o andamento da música e o toque que deverá ser  seguido pelos berimbaus médio e viola. O toque do gunga também marca o fim do jogo.